# Olympiastadion Rom
Das Olympiastadion Rom (italienisch Stadio Olimpico, offiziell Stadio Olimpico di Roma, bisweilen auch kurz nur Olimpico genannt) ist ein Fußballstadion mit Leichtathletikanlage in der italienischen Hauptstadt Rom, das auch für Rugbyspiele genutzt wird. Das Fassungsvermögen liegt bei mehr als 72.000 Zuschauern. Das Stadion wurde ab 1927 erbaut und war als Olympiastadion für die geplanten Olympischen Sommerspiele 1940 vorgesehen, die jedoch nach dem Rückzug der Bewerbung nach Tokio vergeben wurden. Bei den Olympischen Sommerspielen 1960 fanden hier die Leichtathletikwettbewerbe sowie die Eröffnungs- und die Schlussfeier statt.
Seit 1953 dient das Olympiastadion den beiden Fußballvereinen AS Rom und Lazio Rom als Heimspielstätte.

## Geschichte
Das Stadion wurde unter dem Namen Stadio dei Cipressi von 1927 bis 1932 durch den Architekten Enrico Del Debbio als Teil des Foro Mussolini (heute Foro Italico) erbaut. Ein erster großer Ausbau erfolgte bis 1937 unter dem Architekten Luigi Walter Moretti. Durch diesen Ausbau sollte die Olympiabewerbung Roms für die Olympischen Sommerspiele 1940 unterstützt werden. In den 1950er Jahren wurde durch Carlo Roccatelli und nach dessen Tod 1951 durch Annibale Vitellozzi der Umbau für die Olympiabewerbung durchgeführt. Von 1953 bis 1960 hieß das Stadion Stadio dei Centomila. Nachdem Rom den Zuschlag bekommen hatte, erfolgten durch Vitellozzi weitere Umbauten. Im Jahre 1960 wurde es bei den Olympischen Sommerspielen neu eröffnet. 1974 war es Austragungsstätte der Leichtathletik-Europameisterschaften.
Ein weiterer großer Umbau erfolgte zwischen den Leichtathletik-Weltmeisterschaften 1987 und der Fußball-Weltmeisterschaft 1990. Hauptarchitekt war erneut Annibale Vitellozzi.
Seit 1953 ist es die Heimstätte der Fußballvereine Lazio und AS Rom und bietet seit dem letzten Umbau 2008 72.698 Zuschauern Platz, nachdem es bis dahin ein Fassungsvermögen von 82.656 Zuschauern hatte.
Im Olympiastadion wurde die deutsche Fußballnationalmannschaft 1980 Europameister mit einem 2:1 gegen Belgien und 1990 Weltmeister durch einen 1:0-Sieg im Finale gegen Argentinien.
Seit 2008 ist das Olympiastadion Endspielort im italienischen Pokalwettbewerb im Herrenfußball, der Coppa Italia. Die Italienische Rugby-Union-Nationalmannschaft trägt hier ihre Heimspiele während den Six Nations und November-Länderspiele gegen Mannschaften der südlichen Hemisphäre aus. 2024 war das Stadio zudem Austragungsort der Leichtathletik-Europameisterschaften 2024.

### Spiele bei der Fußball-Weltmeisterschaft 1990
Bei der Fußball-Weltmeisterschaft 1990 in Italien war das Olympiastadion Austragungsort von sechs Partien. In keinem anderem Stadion des Turniers wurden mehr Spiele ausgetragen. Neben dem Finale fanden hier drei Vorrundenspiele sowie jeweils ein Achtel- und Viertelfinale statt.
|                                                 |   |                    |           |
| Sa., 9. Juni 1990 um 21:00 Uhr – Gruppe A       |   |                    |           |
| Italien                                         | – | Österreich         | 1:0 (0:0) |
| Do., 14. Juni 1990 um 21:00 Uhr – Gruppe A      |   |                    |           |
| Italien                                         | – | Vereinigte Staaten | 1:0 (1:0) |
| Di., 19. Juni 1990 um 21:00 Uhr – Gruppe A      |   |                    |           |
| Italien                                         | – | Tschechoslowakei   | 2:0 (1:0) |
| Mo., 25. Juni 1990 um 21:00 Uhr – Achtelfinale  |   |                    |           |
| Italien                                         | – | Uruguay            | 2:0 (0:0) |
| Sa., 30. Juni 1990 um 21:00 Uhr – Viertelfinale |   |                    |           |
| Irland                                          | – | Italien            | 0:1 (0:1) |
| So., 8. Juli 1990 um 21:00 Uhr – Finale         |   |                    |           |
| Argentinien                                     | – | BR Deutschland     | 0:1 (0:0) |

### Spiele bei der Fußball-Europameisterschaft 2021
Für die Fußball-Europameisterschaft 2021 wurde das Stadion als einer von 12 Austragungsorten in ganz Europa ausgewählt. Neben dem Eröffnungsspiel war das Olympiastadion Schauplatz von zwei weiteren Gruppenspielen sowie einem Viertelfinale.
|                                                |   |         |           |
| Fr., 11. Juni 2021 um 21:00 Uhr – Gruppe A     |   |         |           |
| Türkei                                         | – | Italien | 0:3 (0:0) |
| Mi., 16. Juni 2021 um 21:00 Uhr – Gruppe A     |   |         |           |
| Italien                                        | – | Schweiz | 3:0 (1:0) |
| So., 20. Juni 2021 um 18:00 Uhr – Gruppe A     |   |         |           |
| Italien                                        | – | Wales   | 1:0 (1:0) |
| Sa., 3. Juli 2021 um 21:00 Uhr – Viertelfinale |   |         |           |
| Ukraine                                        | – | England | 0:4 (0:1) |

## Galerie

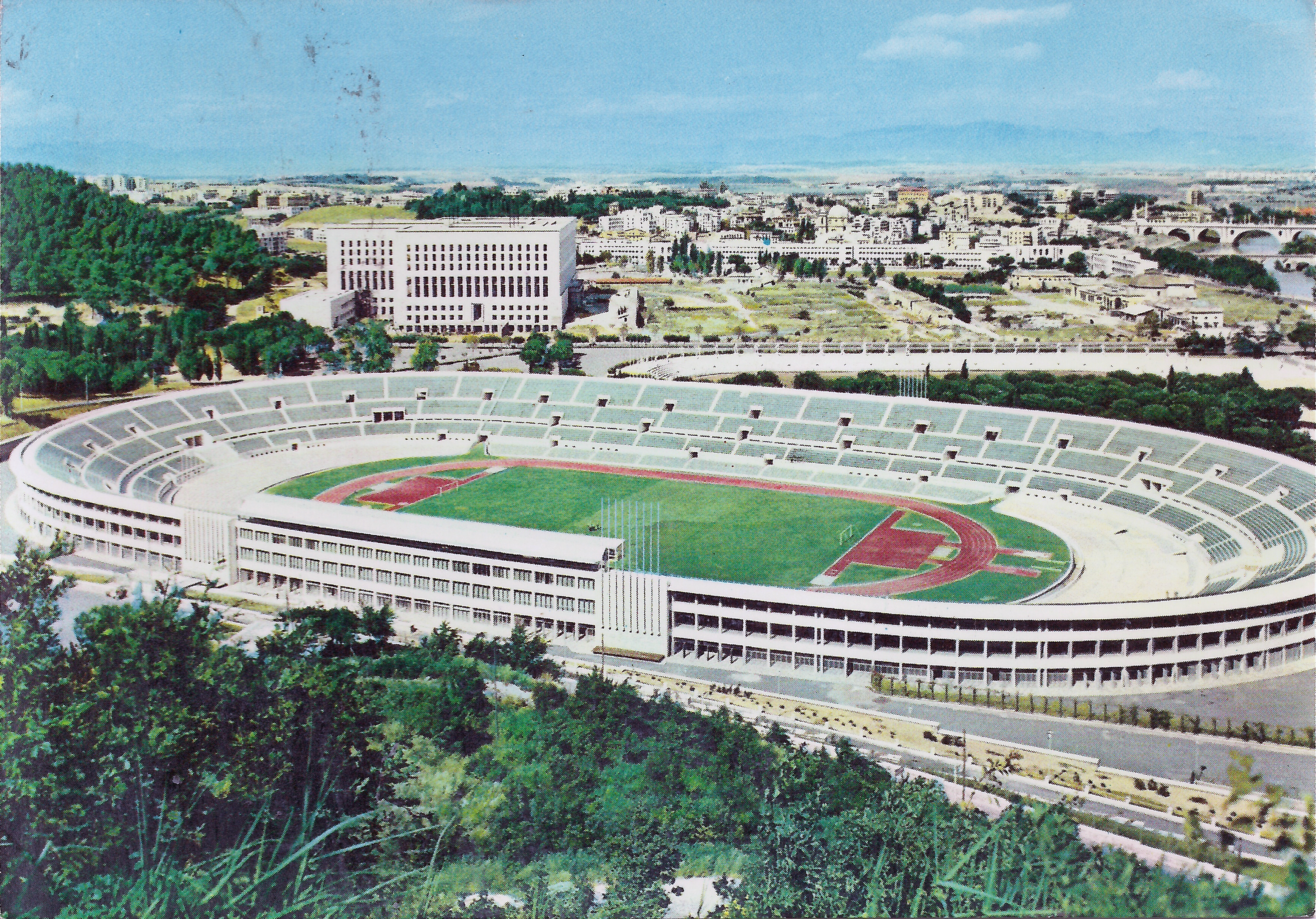
Postkarte des Stadions (1959)
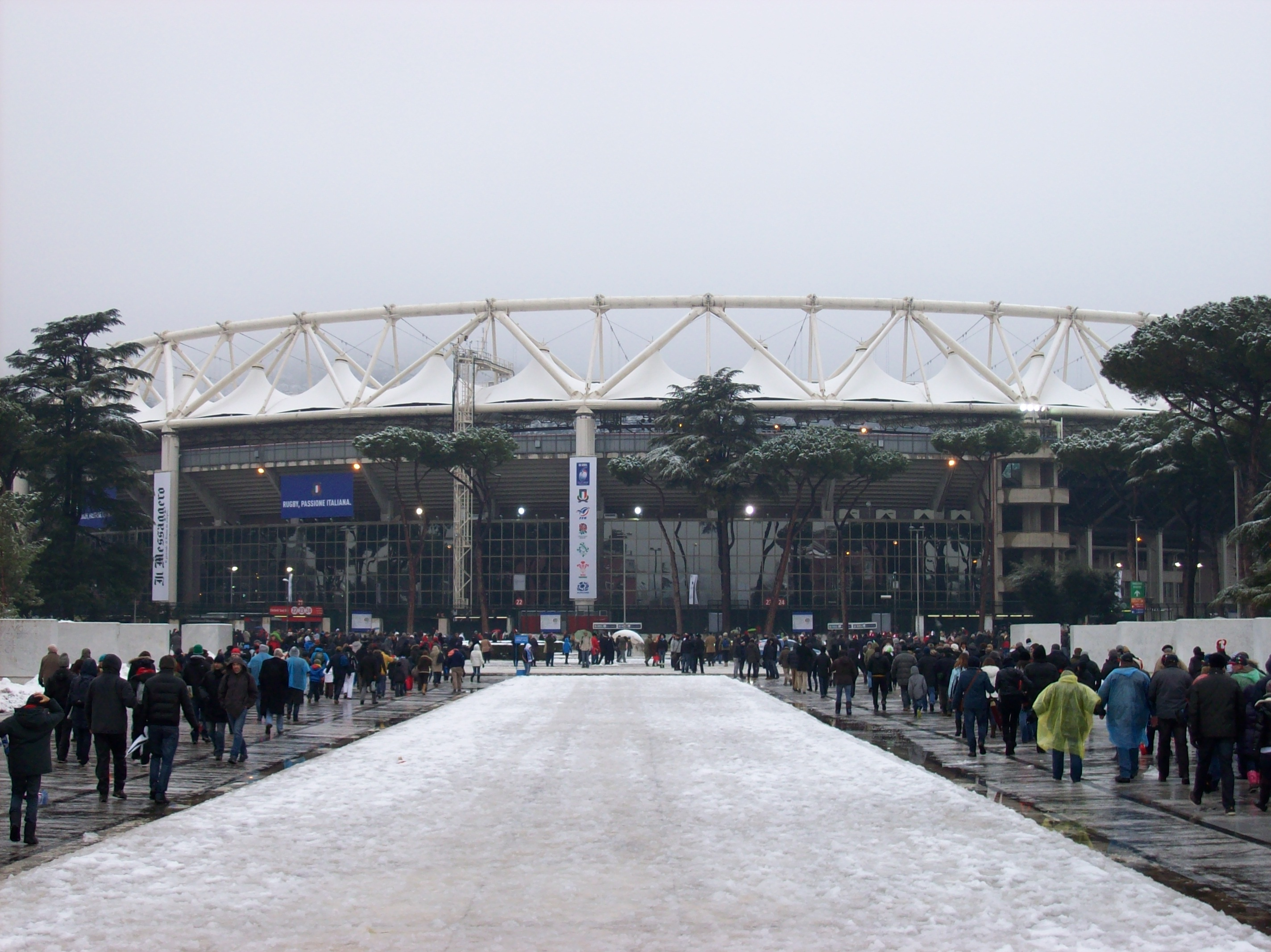
Außenansicht des Stadions (2012)
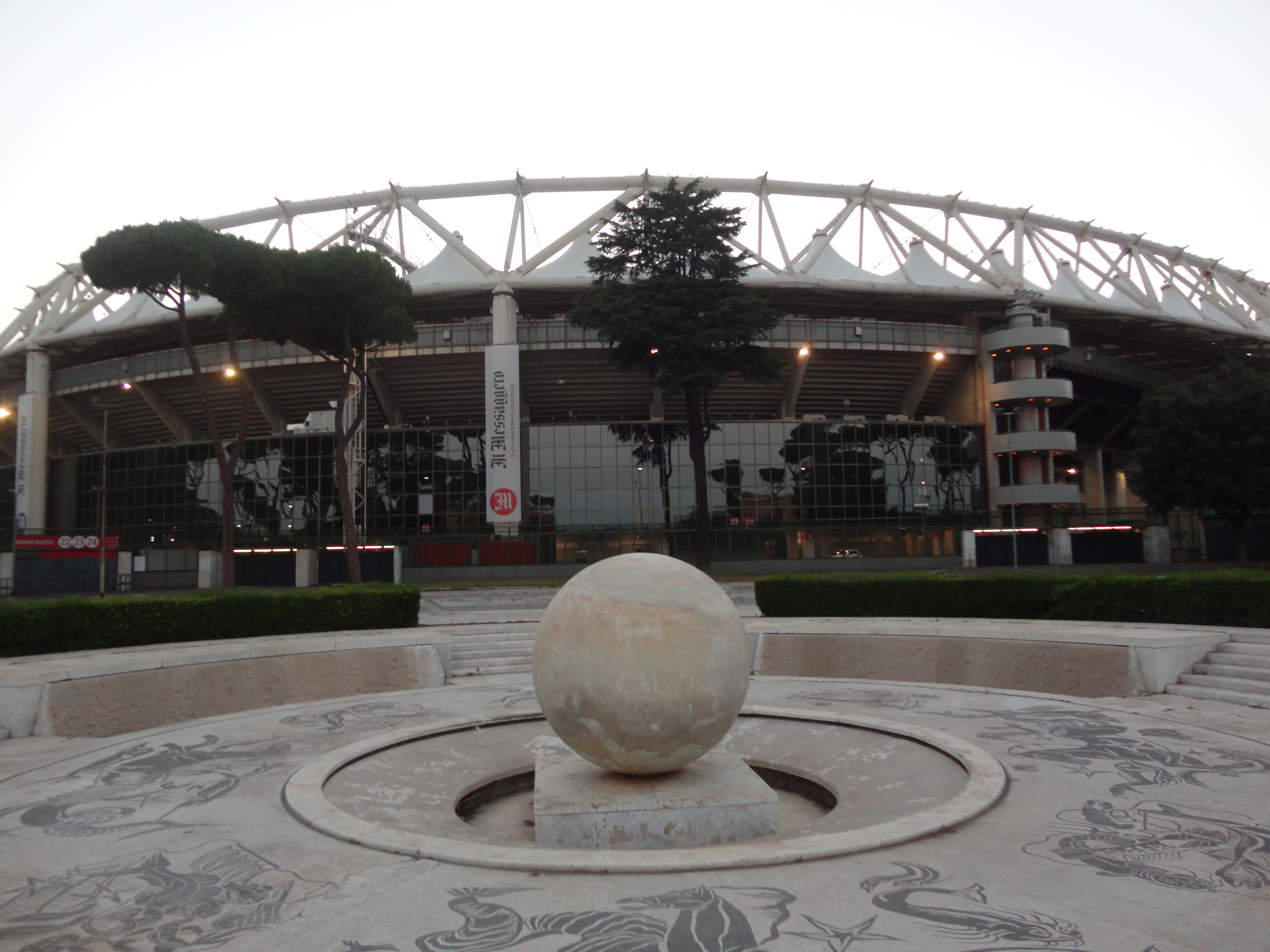
Außenansicht 2018
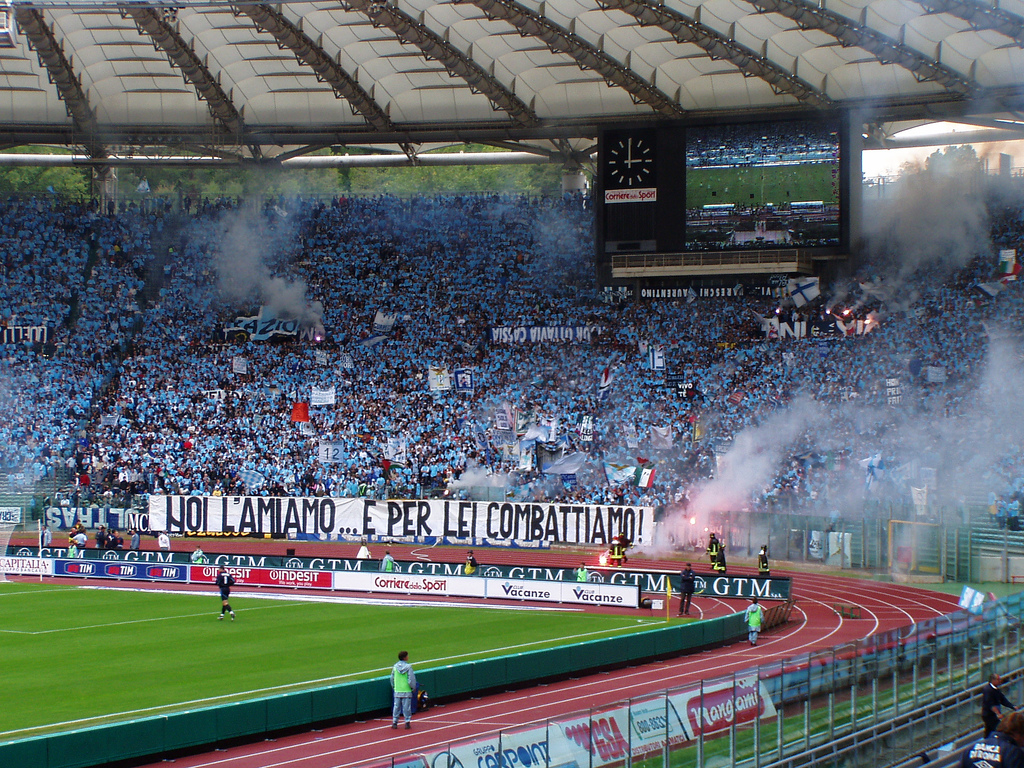
Lazio-Fans in der Curva Nord
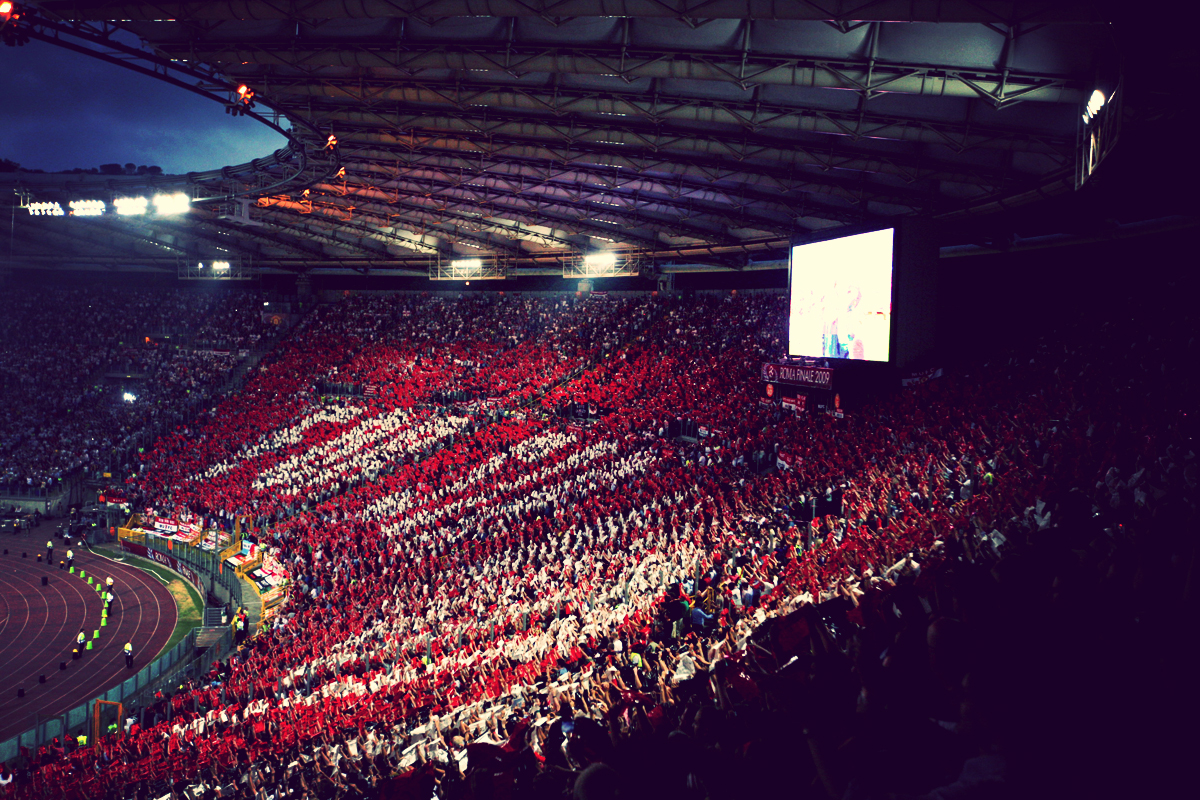
Champions-League-Finale 2009, Kurve der Fans von Manchester United
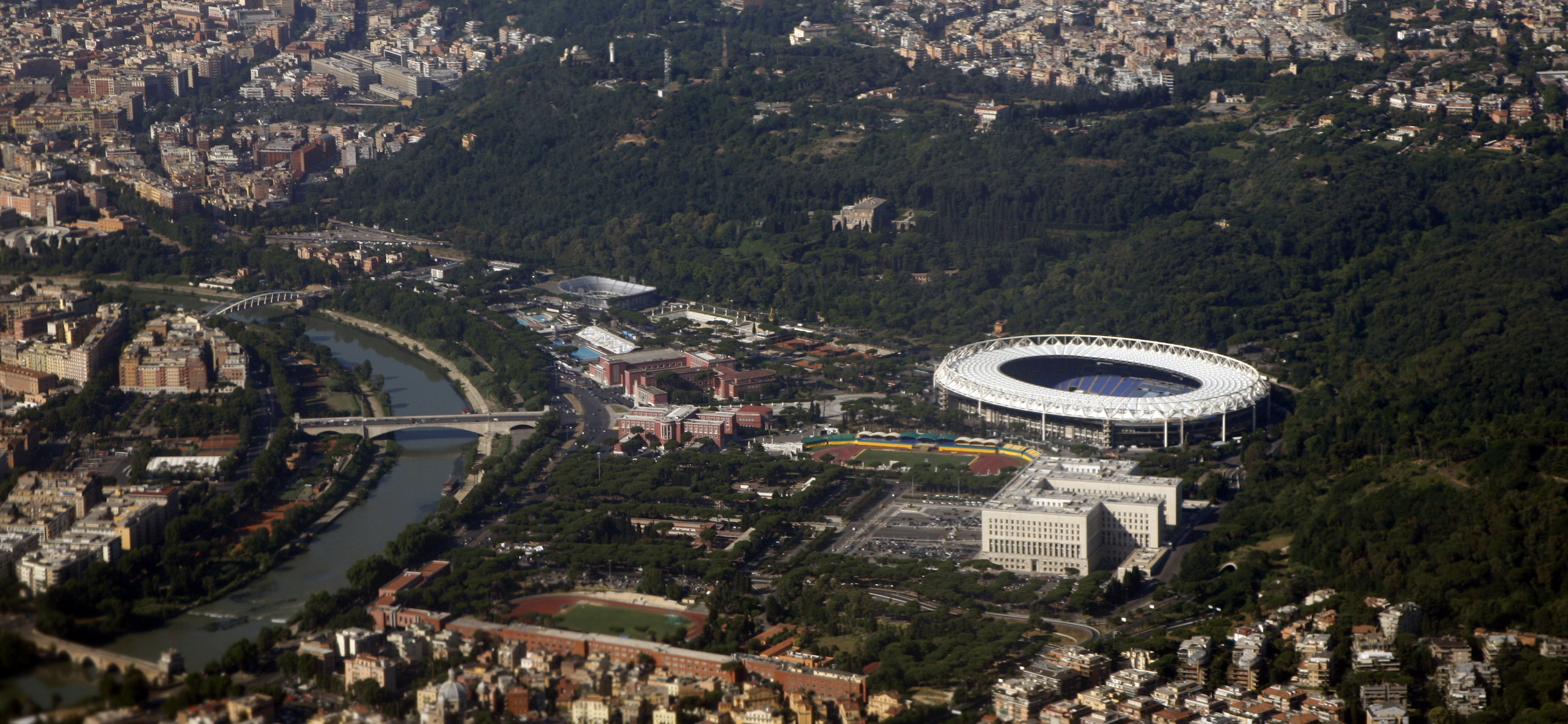
Das Stadion aus der Vogelperspektive (2011)
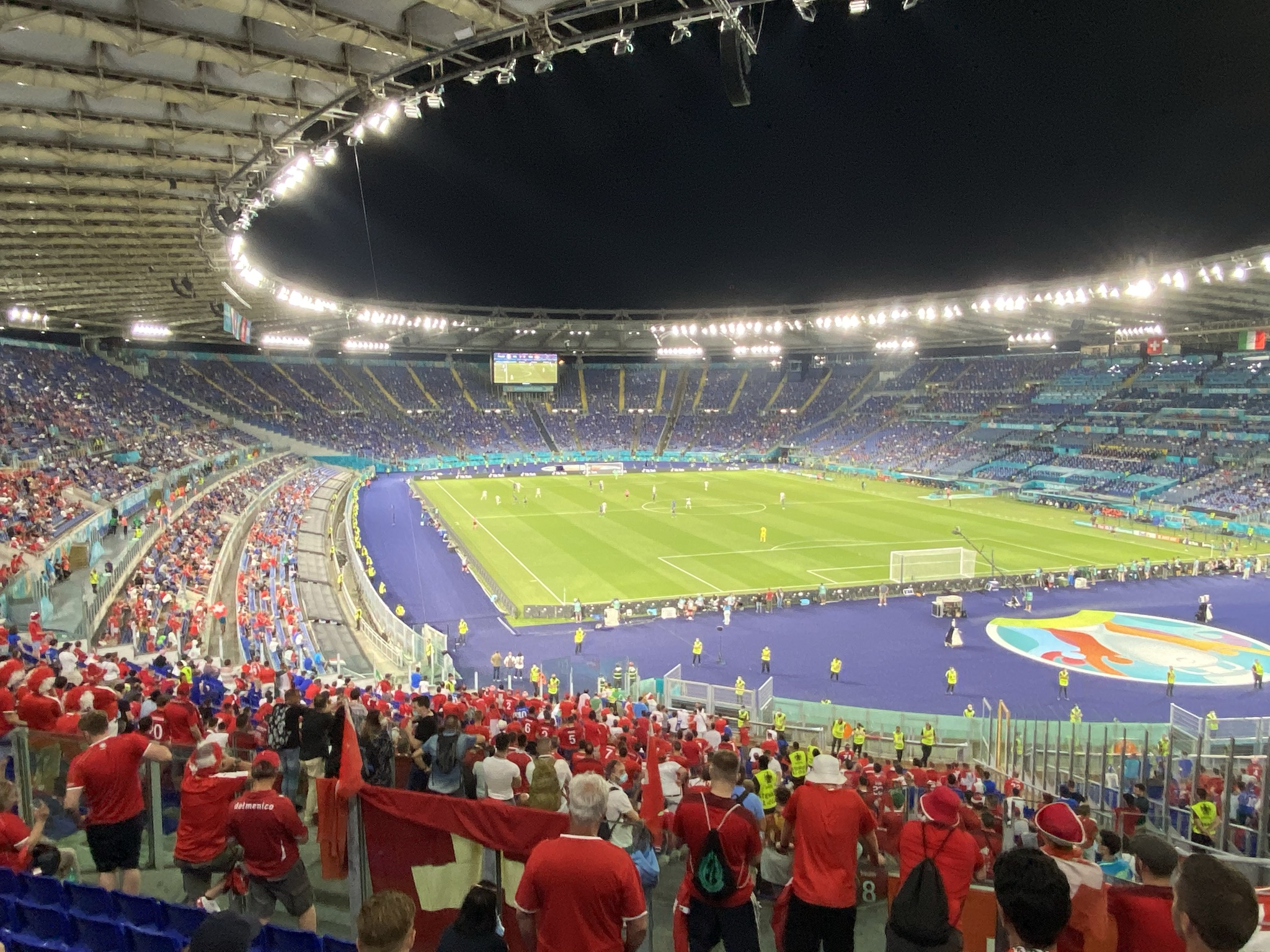
Das Stadion während der Fußball-Europameisterschaft 2021
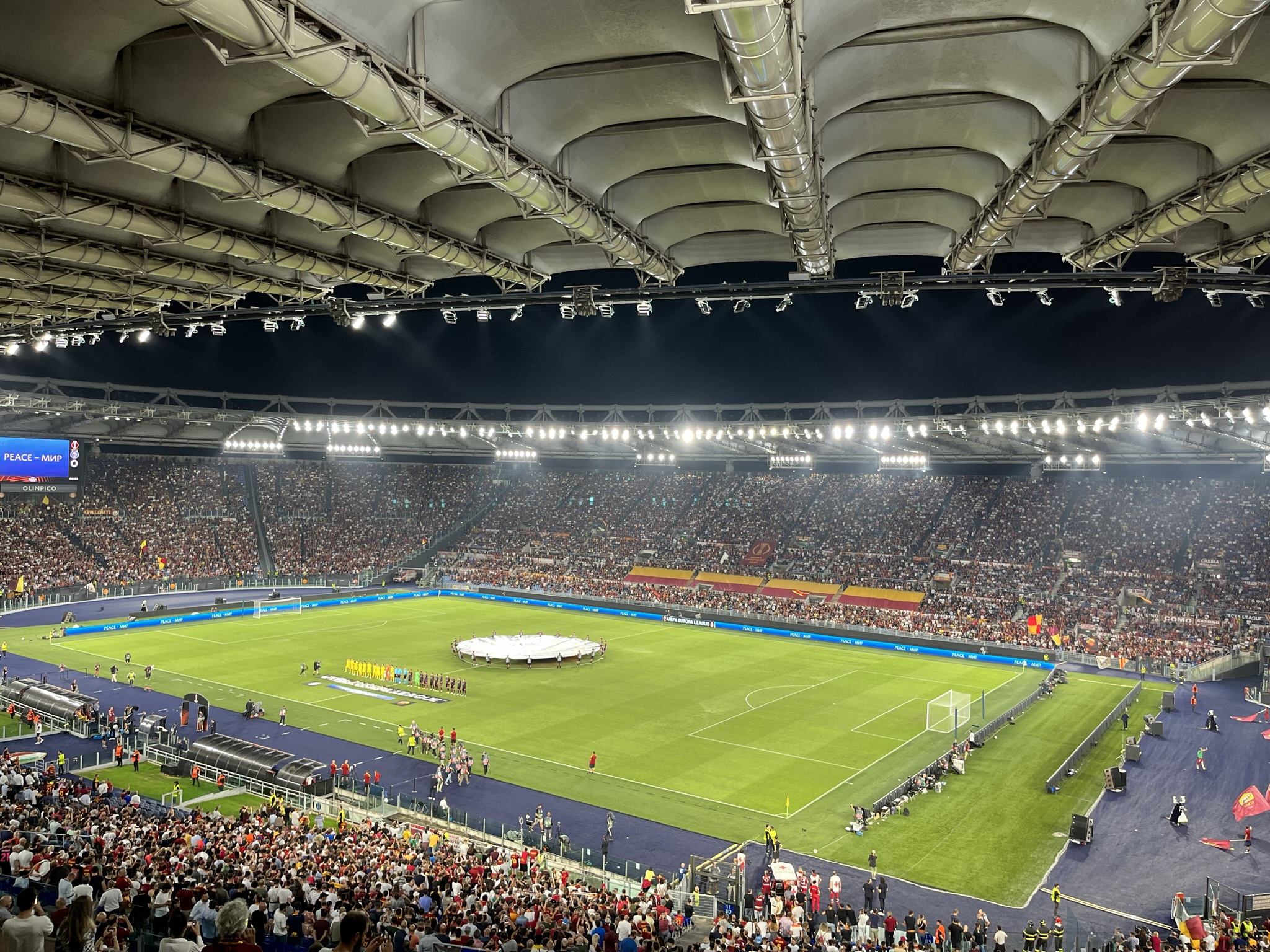
Das ausverkaufte Stadion vor einem Europa-League-Spiel im Sommer 2022

## Neubaupläne der AS Rom
Im Frühjahr 2014 wurden Pläne für ein neues Stadion unter dem Arbeitstitel Stadio della Roma veröffentlicht. Die AS Rom hatte die Pläne für eine neue Arena vorgestellt, die 52.000 Zuschauern Platz bieten und ursprünglich bis zum Start der Saison 2016/17 hätte fertiggestellt werden sollen. Erinnern sollte das Stadio della Roma an das Kolosseum, verriet der US-amerikanische Architekt Dan Meis. Die neue Bürgermeisterin von Rom Virginia Raggi, kündigte an, dass der Gemeinderat im Juli 2016 über den Beginn des Genehmigungsverfahrens hätte entscheiden sollen. Das neue Stadion sollte im südlichen Stadtteil Tor di Valle entstehen. Der Plan beinhaltete auch umfangreiche städtebauliche Umgestaltungen und einen neuen Autobahnzubringer zur Autostrada Roma – Fiumicino.
Am 26. Februar 2021 beschloss der Vorstand der AS Rom, den Plan für das Stadio della Roma in Tor di Valle nach neun Jahren aufzugeben. Dies bedeutete aber nicht, dass man im Olympiastadion bleiben will. Der Club wolle in Zukunft mit der Stadt für ein Stadion mit 45.000 Plätzen zusammenarbeiten. Neben der Reduzierung der Kapazität soll auch die Umfeldbebauung im Vergleich zum Stadio della Roma minimiert werden. Auch soll ein Neubau umweltfreundlicher und nachhaltiger geplant werden.
Am 7. Juli 2022 veröffentlichte die AS Roma Pläne für einen Stadionneubau im Quartier Pietralata im Nordosten der Hauptstadt. Der Veröffentlichung gingen eine Reihe Treffen des Clubs mit der Stadt voraus. Die Verwaltungsbehörde von Rom steht den Bauplänen positiv gegenüber. In den nächsten Wochen sollte eine Machbarkeitsstudie vorgelegt werden. Bei anfänglichen, städtebaulichen Untersuchungen für den Standort zeigten sich keine Hürden, die dem Projekt in Pietralata im Wege standen. Die Stadt muss den Vorschlag bewerten. Die AS Rom sieht in dem Vorhaben einen „Motor für die nachhaltige Sanierung“ von Pietralata ohne „städtebauliche Aggravation“. Das vorgesehene Baugelände liegt hinter dem Bahnhof Roma Tiburtina. Auf dem 47.000 Quadratmeter großen Grundstück der Gemeinde soll ein Fußballstadion, ähnlich dem Emirates Stadium des FC Arsenal in London, entstehen. Die der Stadt vorgelegte Vorstudie für das Stadion beinhaltet auch ein Einkaufszentrum, ein Hotel und Restaurants. Nach den Plänen hoffte der AS Rom auf eine Fertigstellung der eigenen Heimspielstätte im Jahr 2026.
Am 3. Oktober 2022 trafen sich Pietro Berardi von der AS Rom und Bürgermeister Roberto Gualtieri, um die Machbarkeitsstudie vorzustellen. Die AS Rom möchte 2027, zum 100-jährigen Vereinsjubiläum, in die neue Heimstätte einziehen. Der Club hat zugesagt, um das Stadion 3000 Bäume für den Lärmschutz, zu pflanzen. Der Bau der Spielstätte mit geplanten 60.000 bis 65.000 Plätzen soll Ende 2024 beginnen, sobald die erforderlichen Genehmigungen erteilt sind. Das Stadion soll mit Konzerten und weiteren Veranstaltungen das ganze Jahr betrieben werden. Die Planungen sind in einer frühen Phase und die Kosten noch unklar.